# Fabio Rosi
Fabio Rosi (Roma, 1964) è un regista italiano.
Autore del film L'ultima lezione, ha ricevuto il Globo d'oro alla miglior opera prima.

## Biografia
Laureato in Lettere moderne all'Università della Sapienza, ha studiato a New York e si è diplomato in regia al Centro Sperimentale di Cinematografia. Attualmente lavora presso il Centro sperimentale di cinematografia. Ha esordito alla regia di lungometraggi con L'ultima lezione. In precedenza aveva girato diversi cortometraggi (Stesso posto stessa ora, Prova d'attore, Affetto per sempre, Cheap Philosophy, Ticking Away).